# 革命共产党 (孟加拉国)
革命共产党是孟加拉国的一个毛派共产主义政党，被孟加拉国当局定性为恐怖组织。1998年，加齐·卡姆鲁尔在脱离东孟加拉共产党后创建该党；2002年8月23日，联合部队在“清心行动”期间将他从其住所（称作“白房子”）抓捕。2006年—2020年，该党的武装分子与孟加拉国政府军多次发生冲突，其中很多被政府军枪杀。该党还分裂出新革命共产党。